# Atreyu (zespół muzyczny)
Atreyu – zespół z hrabstwa Orange w Kalifornii, utworzony w 1998 roku i składający się z 5 członków -
wokalisty Alexa Varkatzasa, gitarzystów Dana Jacobsa i Travisa Miguela, basisty Marca McKnighta oraz perkusisty i wokalisty Brandona Sallera.
Pierwotna nazwa zespołu brzmiała "Retribution" lecz została zmieniona na "Atreyu" (imię bohatera z filmu fantasy "Niekończąca się opowieść", które zasugerował im przyjaciel, Scott Lloyd), gdy znaleźli inny zespół z Hemet w Kalifornii, używający ich pierwotnej nazwy.
W 2011 roku formacja zawiesiła działalność, ale została ona wznowiona w 2014 roku.

## Muzycy

### Ostatni skład zespołu
- Alex Varkatzas — wokal prowadzący (1998–2011)
- Dan Jacobs — gitara prowadząca, gitara rytmiczna, wokal wspierający (1998–2011)
- Travis Miguel — gitara rytmiczna, gitara prowadząca (2000–2011)
- Marc McKnight — gitara basowa, wokal wspierający (2004–2011)
- Brandon Saller — wokal prowadzący, perkusja, instrumenty perkusyjne, pianino, gitara (1998–2011)

### Byli członkowie zespołu
- Tim Brooks — gitara basowa (2003)
- Chris Thompson — gitara basowa (2001–2003)
- Kyle Stanley — gitara basowa (1998–2001)
- Bryan O'Donnell — gitara basowa (1998)

## Dyskografia

### Albumy studyjne
- Suicide Notes and Butterfly Kisses (2002)
- The Curse (2004)
- A Death-Grip on Yesterday (2006)
- Lead Sails Paper Anchor (2007)
- Congregation of the Damned (2009)
- Long Live (2015)
- Baptize (2021)